# Luke Little
Luke Little (Charlotte, Carolina del Norte, 30 de agosto de 2000) es un jugador profesional estadounidense de béisbol que se desempeña en la posición de lanzador en Chicago Cubs, equipo de las Grandes Ligas de Béisbol (MLB).

## Carrera
Fue seleccionado en la cuarta ronda en el Draft de la MLB de 2020. En 2023 hizo su debut profesional con el equipo Chicago Cubs, donde lleva jugando una temporada.